# Гай Ричи
Гай Ричи (на английски: Guy Ritchie) е британски режисьор. 

## Биография
Гай Ричи започва кариерата си като режисьор на късометражни филми и видеоклипове през 1995 г. Същата година режисира късометражния The Hard Case, с печалбите от който успява да финансира първия си филм Две димящи дула, получил 13 престижни награди. При следващия си филм, Гепи, Ричи вече разполага с по-голям бюджет, а част от главните актьори са Брад Пит и Джейсън Стейтъм.
На 22 септември 2000 г. се жени за певицата Мадона, с която 2001 г. създава музикалното видео на песента „What It Feels Like For A Girl“ и късометражния филм The Hire: Star за BMW. Игралният му филм Swept Away (2003) с Мадона в главната роля не е приветстван добре нито от критиците, нито от широката публика.
Мадона и Гай Ричи имат един общ син, а връзката им продължава до януари 2008 г., за когато е насрочен разводът.
2005 г. Ричи режисира Revolver с участието на Джейсън Стейтъм и Рей Лиота, а след това и Rock N Rolla. По Коледа в края на 2009 г. на големите екрани в САЩ ще се появи режисираният от него филм Шерлок Холмс.

## Филмография
| година | филм                          | оригинално заглавие                 |
| ------ | ----------------------------- | ----------------------------------- |
| 1998   | Две димящи дула               | Lock, Stock and Two Smoking Barrels |
| 2000   | Гепи                          | Snatch                              |
| 2001   |                               | The Hire: Star                      |
| 2002   | Отнесени от бурята            | Swept Away                          |
| 2005   | Револвер                      | Revolver                            |
| 2008   | Рокенрола                     | RocknRolla                          |
| 2009   | Шерлок Холмс                  | Sherlock Holmes                     |
| 2011   | Шерлок Холмс: Игра на сенки   | Sherlock Holmes: A Game of Shadows  |
| 2015   | Мъжът от U.N.C.L.E.           | The Man from U.N.C.L.E.             |
| 2017   | Крал Артур: Легенда за меча   | King Arthur: Legend of the Sword    |
| 2019   | Аладин                        | Aladdin                             |
| 2019   | Джентълмените                 | The Gentlemen                       |
| 2021   | Човек на гнева                | Wrath of Man                        |
| 2023   | Операция Форчън: Троянски кон | Operation Fortune: Ruse de Guerre   |